# حكومة أحمد اللوزي الأولى
حكومة أحمد اللوزي الأولى هي الحكومة الثالثة والستون من حكومات المملكة الأردنية الهاشمية. شكّل أحمد اللوزي الحكومة في 29 نوفيمبر عام 1971م، بتكليف من ملك الأردن الحسين بن طلال. وقد حلّت الحكومة في 21 أغسطس 1972.

## وصلات خارجية
- موقع رئاسة الوزراء